# Майо I Орсини
Майо I Орсини (на италиански: Maio I Orsini, Mateo, Madius, Matthaios, Maso, Mahius Orsini, Maio di Monopoli; † ок. 1238) от италианския род Орсини, е от 1194/1195 г. пфалцграф на Кефалония.

## Биография
Той произлиза от Монополи в Пулия и е пират в свитата на сицилианския адмирал Маргарит от Бриндизи. Майо I Орсини се жени за неговата дъщеря и така получава претенции за имотите на тъста си.
През 1185 г. Вилхелм II от Сицилия дава Йонийските острови на Маргарит от Бриндизи, които той завладял в битка от Византийската империя. Така Маргарит от Бриндизи става първият пфалцграф на Кефалония и Закинтос.
През 1194 г. той е ослепен по нареждане на римско-немския император Хайнрих VI и затова преписва пфалцграфството Кефалония на своя зет Майо I Орсини. Така Майо I става ок. 1194/1195 г. вторият пфалцграф на Кефалония и Закинтос (Занте). Той се поставя под закрилата на силните съседни държави: 1209 г. той се подчинява на Република Венеция и става венециански гражданин, 1216 г. той става папски васал, 1236 г. акцептирта главното владетелство на Княжество Ахея под княз Готфрид II дьо Вилардуен.
През 1207 г. в пфалцграфството се създава католическото епископство Кефалония.

## Деца
Майо I Орсини има с дъщерята на Маргарит от Бриндизи (вероятно) един син:
- Майо II Орсини († 1259 или 1264), пфалцграф на Кефалония